# Мальтийцы
Мальти́йцы (мальт. Maltin) — семитский народ, основное и коренное население Мальты. Общая численность — 740 тыс. человек, из которых на Мальте проживает 395 969, в Австралии — 163 990, в Великобритании — 40 230, в США — 50 039, в Канаде — 38 780.
Язык — мальтийский, семитской семьи. Близок арабскому языку, но испытал сильное влияние итальянского и других европейских языков. Также распространён местный диалект английского.

## Происхождение и история
Мальтийцы, вероятно, потомки финикийцев, колонизовавших Мальту в древности. Затем, на протяжении веков, они попадали под власть карфагенян, римлян, византийцев (395—870), арабов (870—1201), норманнов (с 1201 присоединена к Сицилии).
С 1530 года Мальтой владел орден иоаннитов, или Мальтийский, а в 1800-м она была колонизована Великобританией. В 1964 году Мальта получила самоуправление в рамках Содружества наций, в 1974 году была провозглашена республикой.

## Хозяйство и культура
Мальтийцы заняты огородничеством, скотоводством, рыболовством, мореходством. Из ремёсел наиболее распространены выделка кружев, филигранные работы, плетение из соломы. В сельском хозяйстве важную роль играют виноградарство и садоводство. Картофель идёт на экспорт.
Характерный тип постройки — дома с галереей перед фасадом. Планировка городов и населённых пунктов — типичная для Южной Европы. Столица богата архитектурными памятниками, главным образом застройке способствовал Мальтийский орден.
Одежда близка европейской. Традиционная деталь женской одежды — чёрная накидка поверх жёсткого каркаса (фальдетта).
Сильны патриархальные традиции.